# باشگاه فوتبال نیویورک اینتر-گیولیانا
باشگاه فوتبال نیویورک اینتر-گیولیانا یک تیم فوتبال در نیویورک سیتی بود.

## افتخارات
- چلنج کاپ آمریکا: ۱ نایب قهرمانی[۲][۳][۴][۵]